# Kiełbasa śląska
Kiełbasa śląska – tradycyjna parzona kiełbasa z mięsa wieprzowego wytwarzana na Górnym Śląsku.

## Przygotowanie
Kiełbasę śląską przygotowuje się z mięsa wieprzowego, mieszając kawałki o różnej tłustości, np. szynkę, łopatkę i boczek. Po umyciu mieli się mięso, a następnie dodaje przyprawy, peklosól i wodę. Opłukane jelita wieprzowe nabija się mięsem i odkręca kiełbasy co 12–15 cm. Następnie wiesza się kiełbasy w celu ich osadzenia się. Kolejnym etapem przygotowania jest parzenie w wodzie o temperaturze 74–75 stopni C przez 20–30 minut. Śląską wędzi się gorącym dymem przez 100–120 minut.

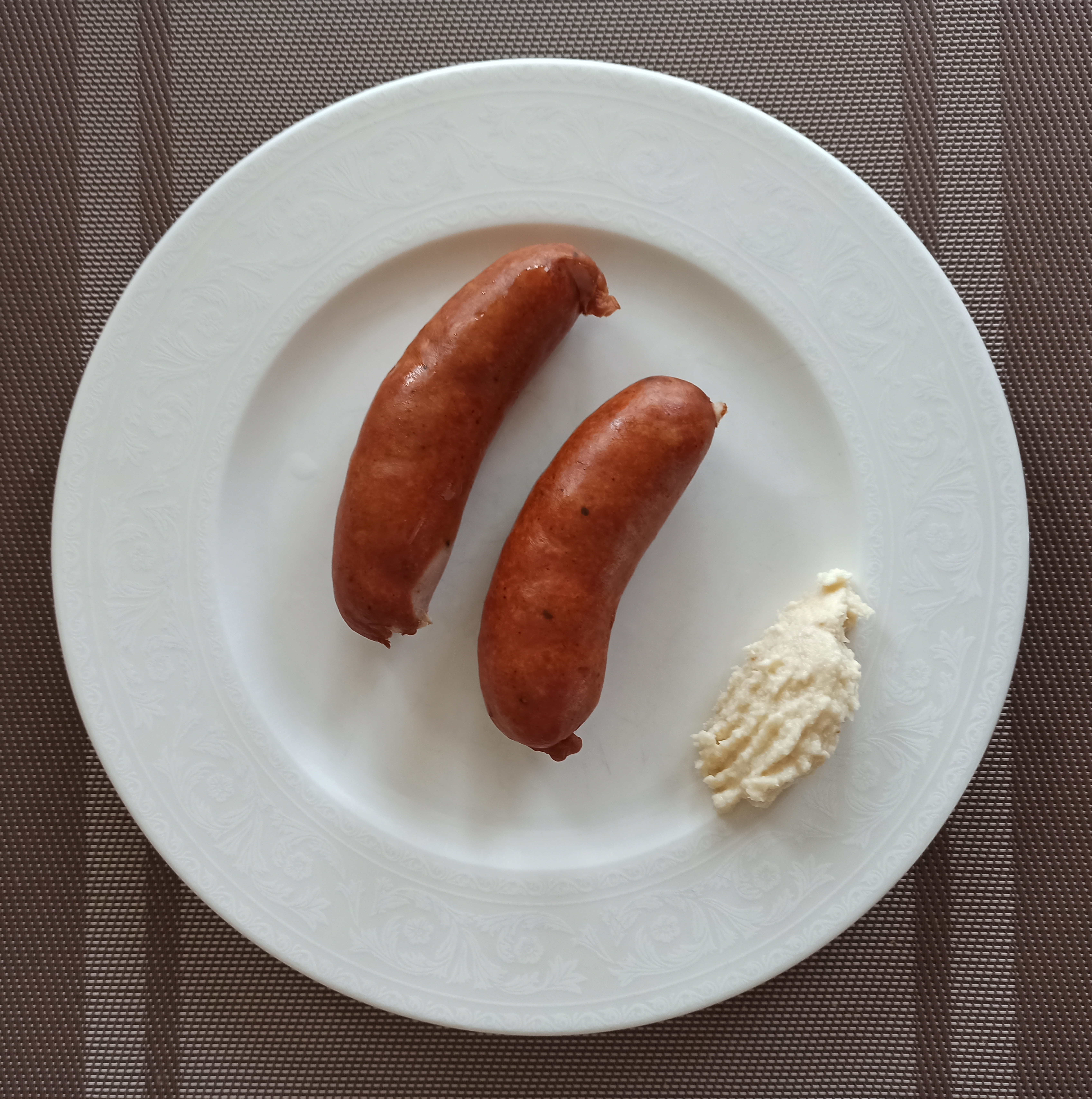
Ugotowana śląska z chrzanem
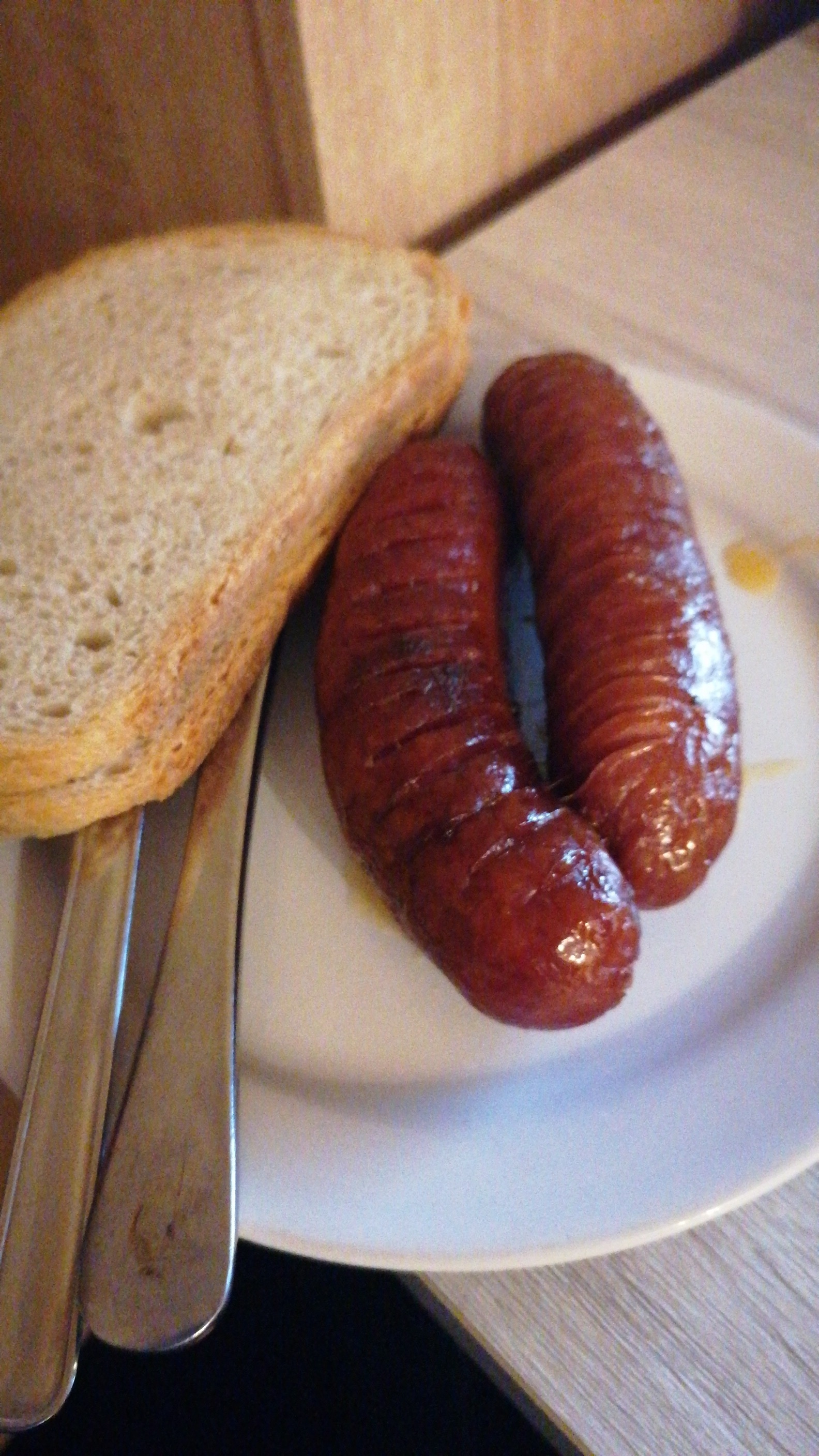
Śląska podsmażona
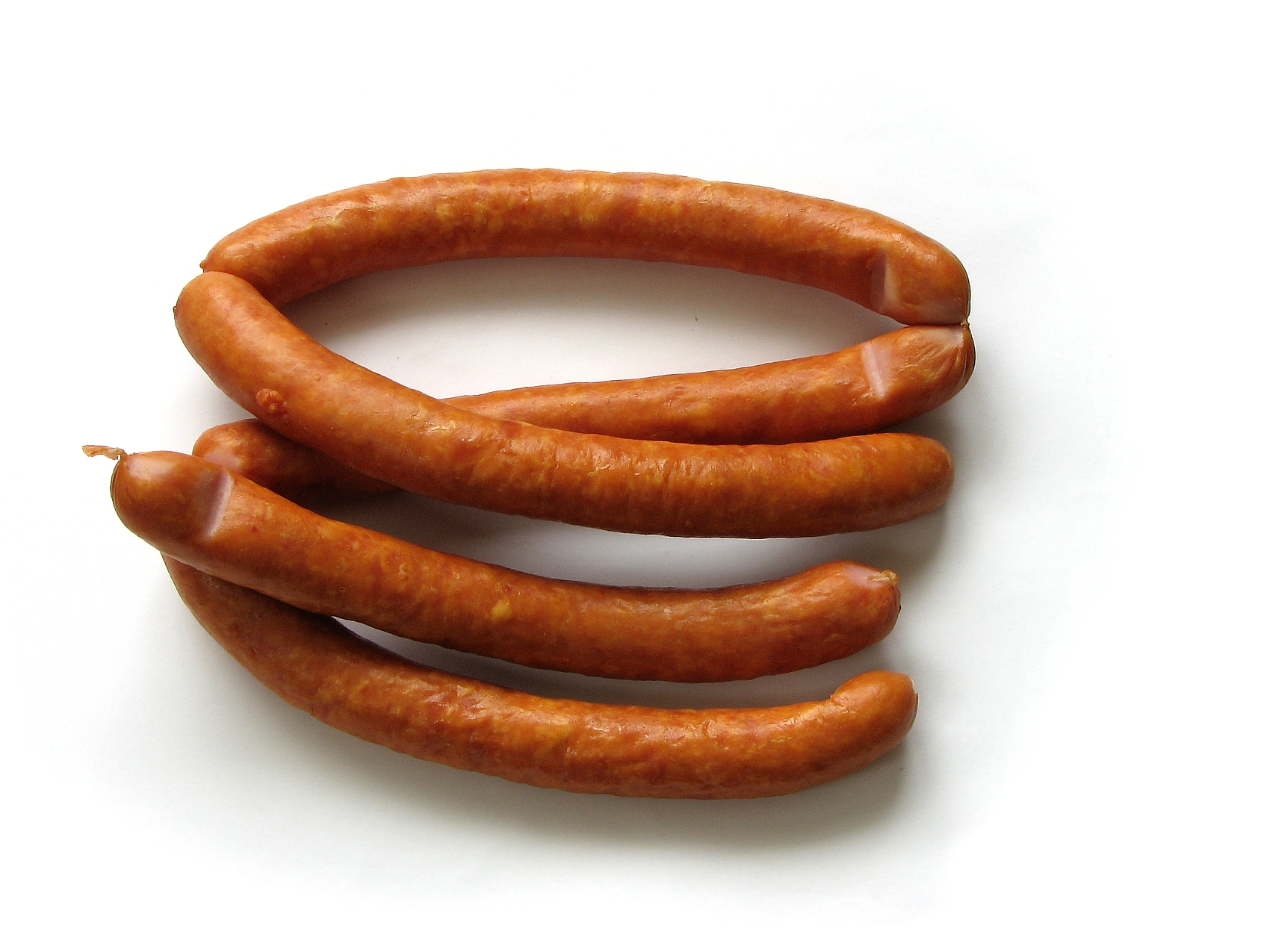
Kiełbaski śląskie